# Ahmed Hagag
Ahmed Hagag (* 29. Februar 2000 in Braunau am Inn) ist ein österreichischer Boxer im Superschwergewicht.

## Karriere
Ahmed Hagag begann 2013 mit dem Boxsport und wurde bereits 2015 in die Nationalmannschaft einberufen. Seine Haupttrainingsstätte ist der Boxclub Braunau, wo er vorwiegend von seinem Vater Hassan, sowie Hans Kinz, Gökhan Icke und Magomed Dawudow trainiert wird.
Er wurde 2015 und 2016 Österreichischer Juniorenmeister und gewann eine Bronzemedaille bei der Junioren-Europameisterschaft 2016 in Kaposvár. Darüber hinaus war er Teilnehmer der Jugend-Europameisterschaft 2017 in Antalya und 2018 in Roseto, sowie der Jugend-Weltmeisterschaft 2018 in Budapest.
2018 und 2019 wurde er jeweils Österreichischer Meister im Schwergewicht und startete bei der U22-Europameisterschaft 2019 in Wladikawkas, wo er im Viertelfinale gegen den Starter aus Russland unterlag und einen fünften Platz erreichte. Bei den Europaspielen 2019 in Minsk schied er in der Vorrunde gegen Victor Schelstraete und bei der Weltmeisterschaft 2019 in Jekaterinburg ebenfalls in der Vorrunde gegen David Nyika aus.
2021 wurde er Österreichischer Meister im Superschwergewicht, unterlag bei der U22-Europameisterschaft in Roseto knapp mit 2:3 gegen den Starter aus Serbien und nahm an der europäischen Olympiaqualifikation in London teil, wo er erneut gegen Victor Schelstraete verlor.
Seinen bis dahin größten Erfolg erzielte er im März 2022 mit dem Gewinn der Goldmedaille im Superschwergewicht bei der U22-Europameisterschaft in Poreč, als er sich gegen die Teilnehmer aus der Türkei, Ukraine und Deutschland durchgesetzt hatte. Einen weiteren Erfolg erzielte er im Mai 2022 mit dem Gewinn einer Bronzemedaille im Superschwergewicht bei der Europameisterschaft in Jerewan; nach Siegen gegen Koppány Fehér und Omar Shiha, war er im Halbfinale gegen Ayoub Ghadfa ausgeschieden. Es handelte sich dabei um den ersten österreichischen Medaillengewinn bei einer Elite-Box-EM seit 1975, als Franz Dorfer eine Bronzemedaille im Halbmittelgewicht erkämpft hatte.
Im Oktober 2022 gewann er im Superschwergewicht das Silver Belt Series Tournament der World Boxing Tour in Maribor. Er besiegte dabei Ayoub Ghadfa, Jure Šimunović und Luka Pratljačić. Im Mai 2023 startete er bei der Weltmeisterschaft in Taschkent und konnte sich mit Siegen gegen Cristian Salcedo (Silber Panamerikaspiele 2019) und Nigel Paul (Bronze Weltmeisterschaft 2021) das Viertelfinale erreichen, wo er beim Kampf um einen Medaillenplatz gegen Ayoub Ghadfa ausschied. Aufgrund einer Augenverletzung konnte er nicht an den Europaspielen 2023 und dem 1. Olympiaqualifikationsturnier 2024 in Busto Arsizio teilnehmen.
Bei der Europameisterschaft 2024 in Belgrad siegte er dann in der Vorrunde gegen Dawit Tschalojan (Silber WM 2021), ehe er im Achtelfinale gegen den späteren Vizeeuropameister Dušan Veletić ausschied. Beim 2. Olympiaqualifikationsturnier 2024 in Bangkok gewann er diesmal gegen Dušan Veletić und auch Bayikewuzi Danabieke, ehe er gegen Ayoub Ghadfa ausschied.

## Int. Turnier-Ergebnisse (Auswahl)
- Oktober 2023: 3. Platz beim EUBC Cup in Montenegro[22]
- Dezember 2022: 2. Platz beim Golden Belt Series Tournament in Mexiko[23]
- April 2022: 3. Platz beim Golden Belt Tournament in Rumänien[24]
- Februar 2022: 2. Platz beim Bocskai Tournament in Ungarn[25]
- November 2018: 1. Platz beim Julius Torma Youth Tournament in Tschechien[26]
- April 2018: 1. Platz beim Trophy of Podgorica Youth Tournament in Montenegro[27]
- Juni 2017: 1. Platz beim Slovakia Boxing Cup in der Slowakei[28]
- Oktober 2016: 1. Platz beim Olympic Hopes Junior Tournament in Tschechien[29]

## Privates
Ahmed Hagag ist in Braunau am Inn geboren und aufgewachsen, seine Eltern stammen aus Ägypten. Er hat fünf Schwestern, arbeitet als Materialkommissionierer in Schalchen und absolviert darüber hinaus ein Fernstudium im Bereich Business Management (Stand: 2022).